# Jens Scheiner
Jens J. Scheiner (* 1976 in Hermannstadt) ist ein deutscher Islamwissenschaftler.

## Leben
Von 1997 bis 2003 studierte er Islamkunde sowie Wirtschafts- und Sozialgeschichte und öffentliches Recht an der Eberhard-Karls-Universität Tübingen und der University of Edinburgh. Von 2008 bis 2010 war er wissenschaftlicher Mitarbeiter am Institut für Islamwissenschaft der FU Berlin. Von 2008 bis 2011 war er Lehrbeauftragter an der Leuphana Universität Lüneburg. Nach der Promotion 2009 in Islamwissenschaft an der Radboud Universiteit Nijmegen war er von 2010 bis 2016 Juniorprofessor und Nachwuchsgruppenleiter am Courant Forschungszentrum „Bildung und Religion“ (EDRIS) der Georg-August-Universität Göttingen. Seit 2016 ist er Professor für „Islamwissenschaft mit dem Schwerpunkt auf Geschichte und Kulturen des Nahen Osten“ in Göttingen.

## Schriften (Auswahl)
- Vom Gelben Flicken zum Judenstern? Genese und Applikation von Judenabzeichen im Islam und christlichen Europa (849–1941). Frankfurt am Main 2004, ISBN 3-631-52553-2.
- Die Eroberung von Damaskus. Quellenkritische Untersuchung zur Historiographie in klassisch-islamischer Zeit. Leiden 2010, ISBN 978-90-04-17684-3.
- mit Steven Judd (Hg.): New perspectives on Ibn ʿAsākir in Islamic historiography. Leiden 2017, ISBN 90-04-34519-1.
- mit Hassan Hassanein (Hg.): The early Muslim conquest of Syria. Tārīkh futūḥ al-Shām. An English translation of al-Azdī's Futūḥ al-Shām. London 2020, ISBN 978-0-367-23025-8.